# Малые Кошелеи
Ма́лые Кошеле́и (чув. Кӗҫӗн Каҫал) — деревня в Комсомольском районе Чувашской Республики. Входит в состав Комсомольского сельского поселения.

## География
Находится в юго-восточной части Чувашии, у западной окраины районного центра села Комсомольское.

## История
Основана в первой четверти XVII века выходцами из деревень Кошелеи (ныне село Комсомольское) и Мокры (ныне Канашского района). В 1721 году здесь был отмечен 131 мужчина, в 1747—140 мужчин, в 1795 — 26 дворов, 144 жителей, в 1858 — 30 дворов, 228 жителей, в 1897 — 98 дворов и 577 жителей, в 1926—142 двора и 728 жителей, в 1939—839 жителей, в 1979—738. В 2002 году было 226 дворов, в 2010—232 домохозяйства. В 1929 году был образован колхоз «Красный маяк», в 2010 году действовало ООО "Агрофирма «Нива».

## Население
Постоянное население составляло 697 человек (чуваши 73 %) в 2002 году, 711 в 2010.